# Kultúrzóna (Románia)
A kultúrzóna a két világháború közötti román kormányoknak a nemzeti kisebbségek elleni kulturális offenzíváját elősegítő törvényes keret volt.

## Románia és a kisebbségi kérdés a két világháború között
A két világháború közötti időszakban a kisebbségek alkották a területileg és demográfiailag megerősödött Románia egyik alapvető problémáját. Ezek közül demográfiailag és politikailag a legfontosabb a magyar kisebbség volt. Fokozott problémát okozott a román államnak az is, hogy e kisebbség kompakt tömegekben élt az ország területén és részben a román–magyar határ mentén, ami csak továbbá növelte a bukaresti kormányok és a román politikai elit (nem is annyira alaptalan) aggodalmait a magyar revizionista politikával szemben. Ezért a két világháború közötti időszakban a román politikai elit részéről rengeteg olyan tendenciával találkozunk, amely által próbálják a 28,8%-kos romániai kisebbségek politikai és gazdasági erejét korlátozni.
A liberális kormányok a megoldást a kisebbségek lakta területek minél gyorsabb elrománosításában látták, de voltak más álláspontok is. Amikor 1927-ben a Közoktatásügyi Minisztérium egy újabb kulturális offenzívát indított a tömegek oktatására, főleg azokon a területeken, ahol „a kisebbségek többséget alkotnak”, egy udvarhelyi román tanfelügyelő tiltakozott, kifejezve véleményét, hogy szerinte a kisebbségeket „sötétségben kéne hagyni”.

## A törvényes keret
Az 1924-es 176. számú tanügyi törvény egyik paragrafusa így szól:
„159. paragrafus – Az elemi oktatás tanügyi káderei, akik nem az alábbi megyékből származnak, és akik az alábbi megyékben fognak dolgozni: Bihar, Szilágy, Szatmár, Máramaros, Udvarhely, Csík, Háromszék, Maros-Torda, Torda-Aranyos, Hunyad, Vișnița, Văscăuți, Coțmani, Zastavna, Hotin, Tighina, Cetatea-Albă, Ismail, Durustor și Caliacra, és elkötelezik magukat, hogy legalább négy évig e megyék iskoláiban tanítanak, 50%-os béremelésben részesülnek mindaddig, amíg ez iskolákban szolgálnak; [a korpótlékot illetően] magasabb fokozatba 4 évenként léphetnek, és a 118., 119. és 120. cikkeknél szabályozott előléptetési időhatárt egy évvel fogják csökkenteni.
E tanítók, ha házasok, háromszoros havi fizetésüknek megfelelő beiktatási jutalomban, ha nem, akkor kétszeres havi fizetésüknek megfelelő beiktatási jutalomban fognak részesülni.
Azoknak a tanítóknak, akik elkötelezik magukat, hogy véglegesen a fenti helységekben telepednek le, a fokozatok elérésének a határidejét 3 évenként fogják számolni, és részesülni fognak egy 10 hektáros földjutalékban is.
...
Az összes fenti rendelkezés csak 10 évig érvényes az alábbi törvény hatályba lépésének pillanatától. A határidő letelte után a fent említett tanítókra az alábbi törvény általános rendelkezései érvényesek.”
A törvény következtében a kultúrzónának nyilvánított megyéket megrohanták a román tanítók, olyannyira, hogy kiváltották az erdélyi származású román tanítók felháborodását is. Említésre méltó például a Hunyad megyei román tanítók 1925. december 10-én a Közoktatásügyi Minisztériumhoz idézett levele, amelyben tiltakoznak a más megyékből érkezett tanítók pozitív diszkriminálása ellen. Tiltakoznak az ellen, hogy a más megyékből érkezett tanítók ilyen mértékű anyagi előnyöket élvezzenek, míg ők, akik a múltban föláldozták magukat a román kultúra terjesztésének érdekében, ne rendelkezzenek ezen anyagi előnyökkel. De hamarosan ők is rájöttek, hogy miként élvezhetik a kultúrzóna előnyeit: ha átköltöztek egy szomszédos, a kultúrzónába tartozó megyébe, akkor ők is élvezhették a tanügyi törvény által biztosított előnyöket. Habár nem tagadható, hogy a kultúrzóna megyéiben bizonyos szintű román tanerőhiány volt, az 1924-es román tanügyi törvény 159-es paragrafusa a kisebbségek által lakott területek elrománosításának az elősegítésére volt hivatva.

## Iuliu Maniu álláspontja
A román politikai elit egy kis hányada elítélte ezt a kulturális offenzívát. Ezek közül kiemelkedett Iuliu Maniu, a Nemzeti Parasztpárt elnöke, aki több alkalommal is elítélte a liberális kormányok és különösen Angelescu tanügyminiszter oktatásügyi politikáját. Az egyik legismertebb felszólalása e témával kapcsolatosan 1924-ben hangzott el a Román Társadalmi Intézet (Institutul Social Român) előtt. Maniu teljesen tévesnek ítéli a liberálisoknak a kisebbségpolitikáját. Kifejezi véleményét, hogy a kisebbségek hozzájárulása az államigazgatáshoz arányos kell legyen a demográfiai és szociális súlyukkal, továbbá, hogy meg kell engedni nekik az etnikai és kulturális konzerválás lehetőségét.
Továbbá felhívja a román nemzetet, hogy nagy erőfeszítések árán hozza be a kulturális, gazdasági és szociális lemaradását a más fajú, nyelvű és vallású népekkel szemben. Ez a kijelentés alátámasztja Irina Livezeanu megállapítását az erdélyi románok kisebbségi komplexusával kapcsolatosan. E lemaradás nagyon könnyen észlelhető, ha összevetjük az 1930-as népszámlálás adatai alapján készült két térképet, amely tükrözi egyfelől Románia kisebbségeinek az elhelyezkedését és másfelől az írástudatlanság arányát és ennek a területi megoszlását. Az oktatással kapcsolatosan kifejti, hogy minden egyénnek a saját joga megválasztani azt az oktatási intézményt, amelyben tanulni akar, és minden nemzet a saját anyanyelvén tanuljon.  Kijelenti továbbá, hogy az oktatásnak az erőszakos denacionalizálás eszközeként való alkalmazása nagyon súlyos tévedés, és hogy az Arad–Nagyvárad–Szatmár vasútvonal jobban terjeszti majd a román nyelvet, mint a mellette levő román iskolák, és hogy egy komoly gazdálkodás jobban meg fogja szerettetni a kisebbségekkel a román népet és nyelvet, mint az, hogy erőszakosan próbálják őket elrománosítani. Továbbá kifejezi véleményét, hogy a román nyelv kisebbségi iskolákban való bevezetését csak IV. elemi osztályban kell megvalósítani, amikor a diák már tud írni és olvasni a saját nyelvén.
Amint látható, Iuliu Maniu sokkal pozitívabban viszonyult a magyar kisebbség anyanyelvű oktatásához, és nyíltan elítélte az erőszakos elrománosítást. Mindez azonban akkor történt, amikor ellenzékben volt, és a kisebbségek védelmezése ürügyén nyíltan támadhatta a kormányon levő liberálisokat. Amikor azonban hatalomra jutott 1928-ban, már nem viselte annyira a szívén a kisebbségek sorsát, mint 1924-ben, de nem tagadható az sem, hogy az ő kormányzása volt a legmegértőbb a kisebbségek problémáival kapcsolatosan. A kultúrzóna, ahogyan Maniu is megjósolta, nem tette népszerűbbé a kisebbségek előtt a román nemzetet, a román nyelvet és legfőképpen a liberális kormányt, amely ezt bevezette. Egyébként Constantin Angelescu tanügyminiszternek a magyar kisebbségbeli népszerűségi indexe is illusztrálja ezt, ő lévén a legnépszerűtlenebb román politikus a magyar kisebbség soraiban a két világháború között.